# 미데
미데(고대 아일랜드어: Mide [ˈmʲiðʲe], 아일랜드어: Mí 미) 또는 미드(Meath , /ˈmiːð/)는 아일랜드섬에 1천 년 이상 존재했다는 왕국이다. "미데"란 아일랜드어로 "가운데(middle)"라는 뜻으로 말 그대로 아일랜드섬의 가운데 위치하고 있다.
최전성기에는 오늘날의 미스 주와 웨스트미스 주 전역, 캐번 주, 더블린 주, 킬데어 주, 롱퍼드 주, 라우스 주, 오펄리 주의 일부를 세력권에 두었다. 미스 주의 이름 자체가 이 중세 미데 왕국에서 유래한 것이다.
전설에 따르면 1세기에 투할 테크트마르가 미데를 건국했고, 이에네크글라스 왕조가 왕위를 맡아 다스렸다고 한다. 슬라너에서 발견된 오검 각석은 이 시기에 이미 오늘날의 미스 주 지역에 지배권을 행사한 존재가 있었음을 시사한다.
6세기 초, 미데는 이넬 왕조의 공격을 받고 킬데어의 근거지를 상실, 위클로우 산맥까지 밀려나서 오늘날의 아클로 지역을 새 도읍으로 삼았다 하며, 이 즈음부터 역사시대가 시작된다.
중세가 되면 미데의 왕은 이넬 왕조의 방계인 콜만 씨족이 다스리고 있었다. 그 중 다수가 아르드리를 역임했다.
1172년 잉글랜드의 노르만인들이 아일랜드섬을 침공하여 미데 왕국은 멸망하고, 잉글랜드의 헨리 2세는 아일랜드 영지의 내부 영지로서 미스 영지를 설치했다. 나라가 망한 뒤 구 미데 왕국의 왕족들은 서쪽으로 도망가서 섀넌강 동안에 정착했다. 인명을 보면 귀족으로서의 권력은 이미 오래 전에 상실했지만 최소한 1690년대까지 게일 귀족 혈통이 지속되었음을 알 수 있다.

## 같이 보기
- 아일랜드의 지방
- 미스주
- 웨스트미스주

## 참고 자료
- "Clann Cholmain Kings of Mide 766–1184", page 195–196 in "A New History of Ireland", Vol. IX, ed. Byrne, Martin, Moody, 1984.
- "Irish Leaders and Learning Through the Ages", Paul Walsh; ed. O Muraile, 2004.
- "King James II's Irish Army List", D'Alton, 18??